# Pristomyrmex foveolatus
Pristomyrmex foveolatus é uma espécie de formiga do gênero Pristomyrmex, pertencente à subfamília Myrmicinae.